# Macaire de Kanev
 (décembre 2020).
Pour les articles homonymes, voir Saint Macaire.
Saint Macaire de Kanev est un Saint Orthodoxe du XVIIe siècle, fêté le 7 septembre.

## Biographie
Né en 1605 en Volhynie dans une famille orthodoxe noble et pieuse, le futur Saint Macaire devient moine dans le Monastère d'Ovroutch à la mort de ses parents. En 1630, sa vie est considérée comme si vertueuse par ses pairs qu'il est ordonné diacre puis Prêtre en 1632. En 1637 il est envoyé chez le Métropolite de Kiev qui le nomme Higoumène du Monastère de la Résurrection de Kamenetz (près de Vitebsk). Mais la région est alors très troublée par les Uniates qui s'en prennent aux Orthodoxes locaux. Durant 9 ans, le Monastère est attaqué à plusieurs reprises par les Uniates et les moines Dominicains qui vont même jusqu'à voler les biens de l'Église. En 1671, les moines sont forcés à quitter leur Monastère à la suite d'une nouvelle attaque des Uniates. 
Saint Macaire se rend alors à Kiev et il sera vite nommé Archimandrite du Monastère de Kanev, où il accomplira de nombreux miracles. Il y guérit ainsi un aveugle, possède le don de clairvoyance, et deux ans avant sa mort, il prédit la destruction du Monastère et son martyre à venir. 
Le 4 septembre 1678, les Tatares font irruption dans le Monastère. Saint Macaire, sachant ce qui allait lui arriver, s'en alla à leur rencontre une croix dans les mains. Les envahisseurs commencèrent alors à le battre et lui demandèrent où était caché l'or du Monastère, question à quoi Saint Macaire répondit " mon or est dans les Cieux et non pas sur la Terre". Il fut alors violemment torturé et frappé puis il finit décapité le 7 septembre, après trois jours de supplice. Le Monastère et ses alentours ont été ensuite incendiés. Les reliques du Saint, retrouvées intactes après le massacre, furent enterrées le 8 septembre sous l'Autel de l'Église. En 1688, 10 ans après son martyre, les reliques seront retrouvées incorrompues. 